# Euchelus pullatus
Euchelus pullatus is een slakkensoort uit de familie van de Chilodontaidae. De wetenschappelijke naam van de soort is voor het eerst geldig gepubliceerd in 1848 door Anton.